# 김정렴
김정렴(金正濂, 1924년 1월 3일~2020년 4월 25일)은 지난날 재무부 장관·청와대 대통령 비서실 실장 등을 지낸 대한민국의 고급재정경제행정관료 출신의 정치인, 외교관이며 예비역 대한민국 육군 준사관이다.

## 일생
본관은 경주(慶州)이고 호는 우명(又明)이다. 일제강점기 시대의 경성부에서 출생하여  충청남도 연기군과 충청남도 논산군에서 성장하였다.
1949년 3월 2일을 기하여 육군 준위로 임관되어 분대장으로 복무한 후 1952년 3월 29일을 기하여 육군 준위로 예편하여 같은 해 1952년 6월 12일을 기하여 한국은행에 3기로 입행하였다.
박정희 정부에서 재무부 장관, 상공부 장관, 대통령 비서실 실장 등을 지냈다. 대한민국의 최장수(최장기 재직) 대통령 비서실장으로도 유명하다.

## 생애
1944년 3월 2일, 한국은행의 전신인 조선은행에 34기로 입행하였지만 1945년 2월 22일, 일본군에 강제 징집되어 일본 홋카이도 지역 삿포로에서 일본군 준사관 계급으로써 주둔하여 삿포로에서 히로시마 및 나가사키 원자 폭탄 투하 사건과 8·15 일본국 패망 사건을 모두 목도하였으며 밀항선으로 일본 삿포로를 탈출하여 시모노세키에서 밀항선을 갈아타 결국 1945년 9월 22일을 기하여 미 군정 조선 경상남도 부산으로 귀국하여 서울로 재귀환하였으며 1946년 3월 2일, 조선은행에 36기라는 신규 기수로 재입행하였지만 1946년 11월 1일을 기하여 조선은행 두 번째 퇴사 후 1946년 11월 8일을 기하여 미군정청 민간고문행정관 직책으로 미군정청에 입각하였으며 1948년 2월 15일을 기하여 미군정청 민간고문행정관 직책을 사퇴하였고 1948년 3월 2일을 기하여 조선은행 마지막 기수 38기라는 두번째 신규 기수로 같은 조선은행을 무려 세번째 입행하였으며 1949년 1월 13일을 기하여 조선은행을 마지막 퇴사하여 같은 해 1949년 3월 2일을 기하여 대한민국 육군 준위 임관하여 1952년 3월 29일까지 복무하였고 1952년 3월 29일을 기하여 대한민국 육군 준위 예편 후 1952년 6월 12일을 기하여 한국은행 3기로 본격 입행하여 1953년 9월 중순에 제1차 통화 개혁 프로젝트를 주도한 후 1956년 한국은행 조사부 차장 등을 지내다가 이 직위에 있던 중 1959년 6월 18일을 기하여 한국은행 퇴사 후 1959년 7월 1일을 기하여 재무부에 입각하여 1959년 재무부 이재국 국장 직책을 거쳐 1966년 재무부 장관, 1967년 상공부 장관, 1969년 10월부터 1978년 12월까지 대통령 비서실장을 지냈고 그 후 1979년 1월부터 1980년 8월까지 일본 주재 대한민국 대사를 역임하였다. 화폐 개혁, 새마을 운동, 산림 녹화 등에 직접 관여하기도 하였다.

## 가족 관계
- 아버지: 김교철(金敎哲)
- 어머니: 최안자
  - 아내: 강순자(姜順子, 1928년 3월 15일 ~ 2011년 4월 23일)
    - 딸: 김희경(金姬經, 1947년 11월 16일 ~ , 기혼 및 출가.)
    - 사위: 김중웅(金重雄, 1941년 11월 7일 ~ )
    - 장남: 김두경(金斗經, 1949년 10월 10일 ~ )
    - 장자부: 신동은(申東恩, 1951년 11월 7일 ~ )
    - 차남: 김승경(金升經, 1953년 10월 9일 ~ )
    - 차자부: 유영란(劉永蘭, 1954년 10월 23일 ~ )
    - 3남: 김준경(金俊經, 1956년 4월 10일 ~ )
    - 3자부: 김정애(金正愛, 1959년 3월 9일 ~ )

## 학력
- 강경고등상업학교 졸업
- 일본 오이타 고등상업학교 졸업
- 일본 육군예비사관학교 졸업
- 대한민국 육군보병학교 졸업
- 미국 클라크 대학교 대학원 경제학과 경제학 석사

### 명예 박사 학위
- 미국 클라크 대학교 명예 경제학 박사

## 저서
- 《한국경제정책30년사:김정렴 회고록》(중앙일보사, 1991)
- 《아,박정희(김정렴 정치회고록)》(중앙 M&B, 1997)

## 김정렴을 연기한 배우들

### TV 드라마
- 최상훈 - 1993년 《제3공화국》 MBC 드라마
- 신충식 - 1995년 《제4공화국》 MBC 드라마
- 이계영 - 2013년 《대한민국 정치비사》 MBN 드라마

## 같이 보기
- 박정희
- 제3공화국
- 박병배
- 박충훈
- 이후락
- 박종규

| 전임 정인환 | 제15대 재무부 차관 1962년 6월 28일 ~ 1963년 6월 3일 | 후임 오범식 |

| 전임 김규민 | 제19대 상공부 차관 1964년 6월 12일 ~ 1966년 1월 26일 | 후임 이철승 |

| 전임 서봉균 | 제21대 재무부 장관 1966년 1월 25일 ~ 1966년 9월 26일 | 후임 김학렬 |

| 전임 박충훈 | 제23대 상공부 장관 1967년 10월 3일 ~ 1969년 10월 20일 | 후임 이낙선 |

| 전임 이후락 | 제4대 대통령비서실장 1969년 10월 21일 ~ 1978년 12월 22일 | 후임 김계원 |

| 전임 김영선 | 제6대 주 일본 대사 1979년 1월 ~ 1980년 8월 | 후임 최경록 |